# Ciąg geometryczny

Boki zacieniowanych kwadratów tworzą ciąg geometryczny o ilorazie 1/2, a pola powierzchni tych kwadratów – ciąg geometryczny o ilorazie 1/4.

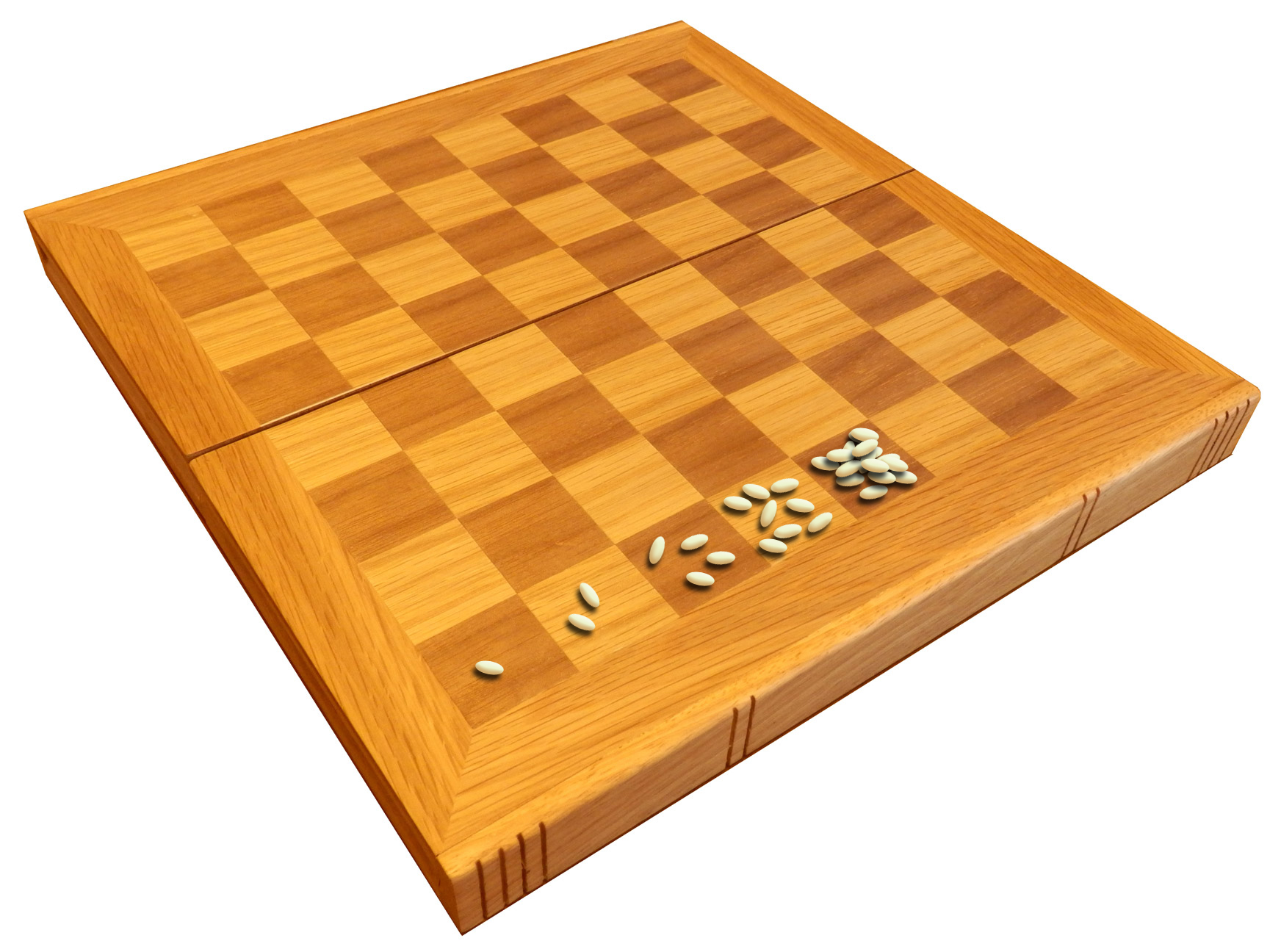
Ziarnka ryżu na szachownicy. Liczby ziaren na kolejnych polach tworzą tu ciąg geometryczny o ilorazie dwa (2)

Ciąg geometryczny, postęp geometryczny – ciąg liczbowy – skończony bądź nie – w którym każdy wyraz oprócz początkowego jest iloczynem wyrazu poprzedniego i pewnej stałej nazywanej ilorazem ciągu. Czasem zakłada się dodatkowo, że liczba ta jest różna od zera.
Formalnie: niech {\displaystyle I=\{1,2,3,\dots ,n\}} lub {\displaystyle I=\mathbb {N} .} Ciąg liczbowy {\displaystyle (a_{n})_{n\in I}} nazywa się geometrycznym, jeśli:
{\displaystyle \exists q\ \forall n\in I:a_{n+1}=q\cdot a_{n}.}
Ciąg geometryczny można traktować jako mnożeniowy (multyplikatywny) odpowiednik ciągu arytmetycznego.

## Przykłady

### Do definicji wąskiej
- Ciąg (1, 3, 9, 27, 81, ...) ma iloraz równy 3.
- Ciąg {\displaystyle (-4,2,-1,{\tfrac {1}{2}},-{\tfrac {1}{4}},\dots )} ma iloraz równy {\displaystyle -{\tfrac {1}{2}}.}
- Ciąg (0, 0, 0, 0, 0, ...) nie ma jednoznacznego ilorazu. Założenie, że iloraz jest niezerowy, nie wyklucza tego przykładu. Mimo to ciąg zerowy bywa wykluczany z grona geometrycznych przez pewne jeszcze węższe definicje, podane dalej.

### Do definicji szerokiej
- Ciąg (5, 0, 0, 0, 0, ...) ma iloraz równy 0.

## Definicje równoważne

Wykres przykładowego ciągu geometrycznego w kartezjańskim układzie współrzędnych

### Wąskie
- Ciąg geometryczny wyróżnia się stałym stosunkiem wyrazów, co tłumaczy nazwę liczby {\displaystyle q{:}} jeśli {\displaystyle a_{n}\neq 0,} to {\displaystyle {\frac {a_{n+1}}{a_{n}}}=q.} Ta definicja pociąga za sobą {\displaystyle q\neq 0,} ponieważ zerowy iloraz oznaczałby zerowanie się licznika.

### Szerokie
- Z początkowej, rekurencyjnej definicji wynika wzór: {\displaystyle a_{n}=q^{n-1}a_{1}.} Oznacza to, że przy dodatnich ilorazach ciąg geometryczny jest przykładem funkcji wykładniczej.

- Jeśli {\displaystyle a_{i-1},a_{i},a_{i+1}} są trzema kolejnymi wyrazami ciągu geometrycznego {\displaystyle (a_{n}),} to prawdziwy jest wzór[2]: {\displaystyle a_{i}^{2}=a_{i-1}a_{i+1}.} Konsekwencje tego faktu podano niżej.

## Własności
- Jeśli wszystkie wyrazy ciągu geometrycznego są nieujemne, to prawie każdy wyraz ciągu geometrycznego jest średnią geometryczną wyrazów sąsiednich[3]. Wyjątki to wyrazy skrajne, inaczej krańcowe – początkowy i, jeśli istnieje, końcowy.

Ciąg geometryczny może być:
- ograniczony lub nie;
- okresowy lub nie;
- monotoniczny lub nie;
- zbieżny, nawet jeśli nie jest monotoniczny;
- rozbieżny do nieskończoności;
- całkiem rozbieżny;
- arytmetyczny lub nie.

Ciąg geometryczny o nieujemnym ilorazie (q⩾0) jest monotoniczny. W przypadku, gdy pierwszy wyraz jest nieujemny, a iloraz jest:
- równy 0, to ciąg jest ostatecznie stały, najdalej od drugiego wyrazu;
- większy od 0, ale mniejszy od 1, to wyrazy maleją wykładniczo – ciąg zbiega do zera;
- równy 1, to ciąg jest stały;
- większy od 1, to przy zerze na początku ciąg jest stały, ale przy dodatnim początku wyrazy rosną wykładniczo – ciąg jest rozbieżny do nieskończoności.

Za to gdy początek jest dodatni, a iloraz jest:
- mniejszy od 0, a większy od −1, to wyrazy maleją wykładniczo (co do modułu) – ciąg zbiega do zera.
- równy −1, to ciąg jest naprzemienny, a przez to rozbieżny (granicami górnymi i dolnymi są pierwsze dwa wyrazy).
- mniejszy od −1, to moduły wyrazów ciągu geometrycznego rosną wykładniczo – ciąg jest rozbieżny (nie ma granicy).

Powyższą listę przypadków podsumowuje tabela. Zbieżność ciągu zaznaczono zielonym tłem.
| a1  | q           | q                                         | q                 | q                             | q                          | q          | q                                           |
| a1  | < –1        | –1                                        | > –1, < 0         | 0                             | > 0, < 1                   | 1          | > 1                                         |
| --- | ----------- | ----------------------------------------- | ----------------- | ----------------------------- | -------------------------- | ---------- | ------------------------------------------- |
| < 0 | rozbieżność | rozbieżność przez okresową naprzemienność | zbieżność do zera | od drugiego wyrazu ciąg stały | wykładniczy wzrost do zera | ciąg stały | wykładniczy spadek do minus nieskończoności |
| 0   | ciąg stały  | ciąg stały                                | ciąg stały        | ciąg stały                    | ciąg stały                 | ciąg stały | ciąg stały                                  |
| > 0 | rozbieżność | rozbieżność przez okresową naprzemienność | zbieżność do zera | od drugiego wyrazu ciąg stały | wykładniczy spadek do zera | ciąg stały | wykładniczy wzrost do nieskończoności       |

## Suma wyrazów
Jeśli ciąg geometryczny {\displaystyle (a_{n})} ma iloraz {\displaystyle q\neq 1,} to suma jego {\displaystyle n} początkowych wyrazów wynosi:
{\displaystyle S_{n}:=\sum _{k=1}^{n}a_{k}=\sum _{k=1}^{n}q^{k-1}a_{1}={\frac {a_{1}(1-q^{n})}{1-q}}.}
Przypadek {\displaystyle q=1} sprowadza się do sumy ciągu stałego, czyli {\displaystyle S_{n}=na_{1}.}
Jeśli ciąg {\displaystyle (a_{n})} jest nieskończony, to można rozpatrywać sumę szeregu o wyrazach będących elementami ciągu {\displaystyle (a_{n})} – zob. szereg geometryczny.